# Seán Goulding
 (décembre 2018).
Si vous disposez d'ouvrages ou d'articles de référence ou si vous connaissez des sites web de qualité traitant du thème abordé ici, merci de compléter l'article en donnant les références utiles à sa vérifiabilité et en les liant à la section « Notes et références ».
Pour les articles homonymes, voir Goulding.
Seán Goulding (1877 - 15 décembre 1959) est une personnalité politique irlandaise membre du Fianna Fáil. Directeur de société, il est Teachta Dála (député) de 1927 à 1937, puis sénateur de 1938 à 1954, en qualité de Cathaoirleach (président) du Seanad Éireann de 1943 à 1948.